# Neopetrosia contignata
Neopetrosia contignata är en svampdjursart som först beskrevs av Thiele 1899.  Neopetrosia contignata ingår i släktet Neopetrosia och familjen Petrosiidae. Inga underarter finns listade i Catalogue of Life.